# Тамариск Гогенакера
Тамариск Гогенакера (Tamarix hohenackeri) — вид квіткових рослин родини тамарискових (Tamaricaceae).

## Біоморфологічна характеристика
Це невелике дерево чи кущ 1–3(5) метрів заввишки. Кора старих гілок сіро-бура, молодих — темно-червоно-пурпурна. Гілки минулого року темно-червоно-пурпурні. Листки 2–3.5 мм, ланцетні, гострі. Квітки у 5-членних колах, рожеві. Чашолистки яйцювато-круглі, ≈ 1 мм, край плівчастий, зубчастий, верхівка тупа. Пелюстки яйцюваті чи яйцювато-еліптичні, 1.5–2(2.5) × 0.7–1 мм. Тичинок 5. Коробочка 4–5 мм.

## Поширення
Росте у Європі (Крим, Передкавказзя) й Азії (Китай, Казахстан, Киргизстан, Ліван-Сирія, Монголія, Південний Кавказ, Таджикистан, Туркменістан, Узбекистан, Сіньцзян).
В Україні вид росте морськими узбережжями — у Криму (від Сімеїзу до Нікітського ботанічного саду), досить часто.